# Аяроя
Аяроя (устар. Аяр-оя) — река в России, протекает по Беломорскому району Карелии. Впадает в озеро Нижнее Куженга, из которого берёт начало река Куженга. Длина реки составляет 19 км.

## Данные водного реестра
По данным государственного водного реестра России относится к Баренцево-Беломорскому бассейновому округу, водохозяйственный участок реки — Нижний Выг от Выгозерского гидроузла и до устья. Речной бассейн реки — бассейны рек Кольского полуострова и Карелии, впадает в Белое море.
Код объекта в государственном водном реестре — 02020001312102000006727.